# 복원된 공화국
복원된 공화국(스페인어: República Restaurada)는 1876년 멕시코 제2제국이 멸망한 이후에 들어선 공화국 정부를 일컫는 말이다. 정식 국호는 멕시코 공화국(스페인어: República Mexicana)이었다. 1876년에 포르피리오 디아스가 군사 쿠데타를 일으켜 집권하면서 짧은 기간 동안 존속했던 공화국 정부는 막을 내렸다.
프랑스의 개입을 견뎌낸 자유당 연맹은 1867년 이후 무력 충돌이 표면화될 정도로 분열되었다. 이 시기에는 베니토 후아레스, 포르피리오 디아스, 세바스티안 레르도 데 테하다의 세 인물이 두각을 드러냈다. 한 연대기 작가가 남긴 말은 이들의 성향을 잘 드러내준다. "후아레스는 자신이 없어서는 안 된다고 믿었고, 레르도는 자신을 무적이라고 생각했으며, 디아스는 자신이 집권하는 것이 불가파하다고 생각했다."